# Europäisches Sozialrecht
Das Europäische Sozialrecht umfasst alle Rechtsnormen des Europäischen Rechts, die der sozialen Sicherung der Bürger bei grenzüberschreitenden Sachverhalten innerhalb der Europäischen Union dienen. Das Europäische Sozialrecht zählt zum Internationalen Sozialrecht. Als überstaatliches Recht geht das europäische dem innerstaatlichen Recht vor und verdrängt dieses für eine Vielzahl von Sachverhalten im Sinne eines Anwendungsvorrangs. Es dient dazu, die sozialen Sicherungssysteme der EU-Mitgliedstaaten zu koordinieren, zu standardisieren und zu harmonisieren. In diesem Sinne entscheidet es darüber, unter welchen sozial- und arbeitsrechtlichen Voraussetzungen EU-Bürger in einem anderen Mitgliedstaat beruflich tätig werden können und welche Folgen das für ihre in den mitgliedstaatlichen sozialen Sicherungssystemen jeweils erworbenen Ansprüche hat, beispielsweise bei der Gewährung von Altersrenten oder von Arbeitslosengeld, die auf Vorleistungen und Beitragszeiten bei bestimmten Sozialleistungsträgern beruhen.
Der Begriff des Europäischen Sozialrechts reicht weiter als der des Sozialrechts im deutschen Recht und umfasst, ähnlich wie im französischen Recht, auch Materien, die sonst dem Arbeitsrecht zugerechnet werden, beispielsweise die Verwirklichung der Gleichbehandlung von Männern und Frauen im Arbeitsleben. Umgekehrt ist aus dem gleichen Grunde fraglich, ob das Fürsorgerecht in das Sozialrecht im europarechtlichen Sinne einzubeziehen sei. Die praktische Bedeutung des Europäischen Sozialrechts ist daran zu ermessen, dass ein erheblicher Teil der Rechtsprechung des Europäischen Gerichtshofs auf diesem Rechtsgebiet ergangen ist; bis 2016 waren es über 500 Urteile.

## Geschichte
Bestrebungen zum Aufbau von sozialen Standards gab es schon vor der Gründung der Europäischen Gemeinschaften. Im Jahr 1900 wurde in Paris die Internationale Vereinigung für gesetzlichen Arbeiterschutz gegründet, die ein Internationales Arbeitsamt in Basel unterhielt, das sich um Mindestarbeitsbedingungen wie Arbeitszeitbegrenzungen und das Verbot der Kinderarbeit und der Nachtarbeit von Jugendlichen kümmerte. Durch Art. 427 des Versailler Vertrags wurde 1919 als Nachfolger die Internationale Arbeitsorganisation (IAO, englische Abkürzung: ILO) gegründet, die seitdem entsprechende Arbeitsstandards international, also auch mit Wirkung außerhalb Europas, vorgibt.
Nach dem Zweiten Weltkrieg wurden eine Reihe von Abkommen geschlossen, mit denen die wirtschaftliche Zusammenarbeit und die Arbeitsbedingungen, aber auch Menschenrechte einschließlich sozialer Rechte geregelt werden sollten. Dieser Prozess begann mit der Gründung der OECD 1948 und des Europarats 1949 mit der Europäischen Menschenrechtskonvention (EMRK) 1950. Die erste Europäische Gemeinschaft war dann die europäischen Montanunion EGKS 1951. Das Europäische Fürsorgeabkommen des Europarats folgte 1953. Im Jahr 1957 wurde die Europäische Wirtschaftsgemeinschaft durch die Römischen Verträge als ein gemeinsamer Wirtschaftsraum und als Rechtsgemeinschaft gegründet. Die Europäische Sozialcharta des Europarats schloss sich 1961 an. Bis heute bestehen das Recht der Europäischen Union und des Europarats nebeneinander. Die EU tritt gemäß Art. 6 Abs. 2 EUV der Europäischen Menschenrechtskonvention bei, so dass diese gemeinsam mit der EU-Grundrechtecharta einen Mindeststandard bildet, hinter dem die Organe der EU nicht zurückbleiben dürfen.
Seit den späten 1950er-Jahren wurde die Sozialpolitik der Europäischen Union schrittweise im Gemeinschaftsrecht umgesetzt. Dabei wurden das Primärrecht der Gründungsverträge und das auf dessen Grundlage erlassene Sekundärrecht immer wieder an das zwischenzeitlich geänderte innerstaatliche Recht der Mitgliedstaaten angepasst. Aber auch umgekehrt erfolgte eine Orientierung der mitgliedstaatlichen Gesetzgebung am Gemeinschaftsrecht. Den Auftakt machten die Verordnungen (EWG) Nr. 3 und Nr. 4, die im Jahr 1958 als erste Verordnungen überhaupt nach dem Inkrafttreten des EWG-Vertrags erlassen wurden. Aus dem Jahr 1968 datiert die VO (EWG) 1612/68 über die Freizügigkeit der Arbeitnehmer in der Europäischen Gemeinschaft (Freizügigkeitsverordnung). 1971 folgte die Wanderarbeitnehmerverordnung VO (EWG) Nr. 1408/71, die zusammen mit der Durchführungsverordnung VO (EWG) Nr. 574/72 mit mehreren Novellen die Grundlage die soziale Sicherung der Wanderarbeitnehmer und der Grenzgänger in der EU darstellten. Sie wurden mit Wirkung vom 1. Mai 2010 durch die VO (EG) Nr. 883/2004 und die dazu ergangene Durchführungsverordnung Nr. 987/2009 für EU-Bürger ersetzt; für die Angehörigen von Drittstaaten bleibt die Wanderarbeitnehmerverordnung Nr. 1408/71 für die Zwecke der Drittstaatsverordnung VO (EG) Nr. 859/2003 weiterhin anwendbar.

## Geltendes Recht

### Primärrecht
Grundlage des Europäischen Sozialrechts im Primärrecht sind Artt. 45–48, 151–161 AEUV sowie Artt. 27–38 Grundrechte-Charta in Verbindung mit Art. 6 EUV. Die Kompetenz für die Europäische Union auf dem Gebiet der sozialen Sicherung ist in Art. 153 AEUV enthalten.
Die Europäische Union ist eine Rechts- und Wirtschaftsunion, keine Sozialunion. Die Grundfreiheiten des Unionsrechts dienen der Verwirklichung des gemeinsamen Binnenmarkts. Das europäische Unionsrecht hat dabei die Aufgabe, die Freizügigkeit der Arbeitskräfte zwischen den Mitgliedstaaten sozial abzusichern. Art. 48 Abs. 1 AEUV sieht insoweit die Einführung eines Systems vor, „das zu- und abwandernden Arbeitnehmern und Selbstständigen sowie deren anspruchsberechtigten Angehörigen … die Zusammenrechnung aller nach den verschiedenen innerstaatlichen Rechtsvorschriften berücksichtigten Zeiten für den Erwerb und die Aufrechterhaltung des Leistungsanspruchs sowie die Berechnung der Leistungen“ und „die Zahlung der Leistungen an Personen, die in den Hoheitsgebieten der Mitgliedstaaten wohnen“, gewährt.
Leitlinie des Europäischen Sozialrechts ist, dass die EU kein eigenes supranationales Recht schafft, aus dem sich für die gesamte Union einheitlich und unmittelbar Ansprüche auf bestimmte Sozialleistungen ergeben. Nach dem Prinzip der begrenzten Einzelermächtigung fehlt es ihr hierzu an der Kompetenz. Da die Union selbst keine öffentlichen Abgaben erheben kann, könnte sie solche Leistungen auch nicht selbst tragen. Vielmehr beschränkt sich die Union darauf, die bestehenden sozialen Sicherungssysteme der EU-Mitgliedstaaten zu koordinieren, wenn es zur Kollision mitgliedstaatlicher Sozialrechtsregime kommt.
Zu regeln ist, welche innerstaatlichen sozialen Sicherungssystem eingreifen, wenn sich Bürger im Rahmen von Beschäftigungsverhältnissen oder bei der selbständigen Tätigkeit (Entsendung) in einen anderen Mitgliedstaat begeben, und welche Träger für sie zuständig sind, denn davon hängt es ab, wohin die Betroffenen Sozialversicherungsbeiträge zu entrichten haben, welche Leistungsansprüche bestehen und wie die Leistungen zum Beispiel auf Krankenbehandlung oder auf Zahlung einer Rente wegen Alters oder von Arbeitslosengeld zu erbringen sind. Soweit es für die Gewährung von Leistungen auf Beitragszeiten ankommt, die insbesondere eine Anspruchsvoraussetzung für Leistungen in der Renten- oder in der Arbeitslosenversicherung sind, ist zu regeln, wie diese Zeiten zu berechnen sind, wenn der Betroffene zwischen den Mitgliedstaaten der Union wechselt. Ein weiterer Gesichtspunkt ist die sogenannte Exportfähigkeit von Sozialleistungen, also die Frage, inwieweit Leistungen ins EU-Ausland erbracht werden können, wenn die Ansprüche in einem Mitgliedstaat erworben wurden, der Betroffene sich aber während oder zur Leistungserbringung in einen anderen Mitgliedstaat begibt. Dazu gehört der Bezug einer Altersrente im Ausland oder die Wahrnehmung einer Krankenbehandlung in einer Klinik in einem anderen Mitgliedstaat der Europäischen Union auf Kosten der heimischen Krankenkasse.

### Sekundärrecht und innerstaatliches Recht

#### Prinzipien
Die Freizügigkeit der Arbeitnehmer innerhalb der Gemeinschaft wird durch die Verordnung (EWG) Nr. 1612/68 geregelt.
Auf der Grundlage von Art. 48, 153 AEUV wurde die Verordnung (EG) Nr. 883/2004 und die sie ergänzende Durchführungsverordnung Nr. 987/2009 erlassen. Die darin enthaltenen Regeln gehen dem innerstaatlichen Recht vor. Für das deutsche Sozialrecht folgt dies zudem aus § 30 Abs. 2 SGB I, § 6 SGB IV. Europäische Verordnungen sind unmittelbar in den Mitgliedstaaten der EU geltendes Recht. Sie setzen die vorstehend beschriebenen Vorgaben des europäischen Primärrechts um.
Demnach ist auf einen Sachverhalt dasjenige Recht anzuwenden, das am Ort der Beschäftigung gilt, Art. 11 VO Nr. 883/2004 (Beschäftigungsortprinzip). Unionsbürger sind mit den Bürgern des jeweiligen Mitgliedstaats gleichzustellen, Art. 4 VO Nr. 883/2004. Versicherungszeiten, die in verschiedenen Mitgliedstaaten der Europäischen Union erworben wurden, sind nach dem Pro-rata-temporis-Prinzip zusammenzurechnen. Kein Betroffener soll durch den Wechsel in einen anderen Staat Nachteile bei seiner sozialen Sicherung befürchten müssen. Um dies zu erreichen, soll die Rechenmethode sicherstellen, dass Wanderarbeitnehmer im Zweifel eher etwas besser gestellt werden als die Kollegen, die während derselben Zeit nur in einem Mitgliedstaat sozialversichert waren. Das Verfahren ist die Grundlage für einen internationalen Versicherungsverlauf, der Anwartschaften aus den Sozialversicherungssystemen mehrerer Mitgliedstaaten erfasst. Die Einzelheiten hierzu sind der Durchführungsverordnung Nr. 987/2009 zu entnehmen.
Diese Vorgaben gelten nicht für das gesamte Sozialrecht, sondern nur für die in Art. 3 I VO Nr. 883/2004 aufgezählten Rechtsgebiete (Leistungen bei Krankheit, bei Mutterschaft und Vaterschaft, Invalidität, Alter, an Hinterbliebene, bei Arbeitsunfällen und Berufskrankheiten, Sterbegeld, Arbeitslosigkeit, Vorruhestandsleistungen und Familienleistungen). Die dort verwendeten Rechtsbegriffe sind nicht notwendig deckungsgleich mit denjenigen der mitgliedstaatlichen Sozialrechtsordnungen. Im Zweifel ist durch Auslegung zu ermitteln, ob eine mitgliedstaatliche Leistung einem der Begriffe des Katalogs zuzuordnen ist.
Das in der Verordnung Nr. 883/2004 enthaltene Programm ist keine umfassende und abschließende Regelung der darin angesprochenen Fälle und Rechtsgebiete. Beispielsweise ist nach der Rechtsprechung des Bundessozialgerichts das Arbeitslosengeld I in verfassungskonformer Auslegung von § 30 SGB I bei ausreichender Verfügbarkeit für die Arbeitsvermittlung auch an Personen zu zahlen, die sich im grenznahen EU-Ausland aufhalten.

#### Drittstaatsangehörige
Bei Staatsangehörigen von Drittstaaten ist nach Maßgabe von Art. 90 Verordnung Nr. 883/2004 weiterhin die Wanderarbeitnehmerverordnung Nr. 1408/71 anzuwenden.

#### Leistungsausschluss für EU-Bürger
Fraglich ist immer wieder, inwieweit ein Mitgliedstaat trotz dieser Vorgaben die Leistungsgewährung aus einem sozialen Sicherungssystem an EU-Bürger gesetzlich ausschließen kann. In der deutschen Sozialen Pflegeversicherung war der Leistungsausschluss während Auslandsaufenthalten beim Pflegegeld gemäß § 37 SGB XI vom Europäischen Gerichtshof für europarechtswidrig erklärt worden, soweit auch Reisen ins EU-Ausland davon erfasst wurden. Die Vorschrift musste daraufhin an die Rechtsprechung angepasst werden. Das Urteil hat auch ausdrücklichen Eingang in den 24. Erwägungsgrund der Verordnung Nr. 883/2004 gefunden.
Leistungen des Fürsorgerechts sind nach der Rechtsprechung des Europäischen Gerichtshofs nicht der „sozialen Sicherheit“ zuzurechnen, sondern der Sozialhilfe und daher bei einem Auslandsaufenthalt nicht exportierbar. Im Übrigen ist auf diese Fälle das Europäische Fürsorgeabkommen des Europarats anwendbar, das die gegenseitige Gewährung von Leistungen für Angehörige der Staaten regelt, die dieses Abkommen ratifiziert haben. Die Leistungspflicht kann ausgeschlossen sein, indem ein Staat einen diesbezüglichen Vorbehalt erklärt. Das ist im Fall der deutschen Grundsicherung für Arbeitsuchende im Jahr 2016 erfolgt, was zu einer umfangreichen Diskussion über die Leistungsberechtigung insbesondere von EU-Bürgern geführt hatte, die sich in Deutschland aufhielten und Anträge auf Leistungen nach dem SGB II gestellt hatten.
Im einfachen Recht bestimmt § 7 Abs. 1 S. 2 SGB II, dass bestimmte Gruppen von Ausländern keine Leistungen nach dem SGB II erhalten. Arbeitslose EU-Bürger sind demnach für die ersten drei Monate ihres Aufenthaltes in Deutschland von Leistungen ausgeschlossen. Dieser Ausschluss ist nach der Rechtsprechung des Europäischen Gerichtshofs zwar ein Verstoß gegen den Gleichbehandlungsgrundsatz nach Art. 4 Verordnung Nr. 883/2004, er ist aber aus europarechtlicher Sicht nicht zu beanstanden und daher zulässig. Gesetzgebung und Rechtsprechung zum Leistungsausschluss von Ausländern unterliegen einer intensiven Diskussion, weshalb von näheren Ausführungen an dieser Stelle abgesehen und auf das einschlägige Schrifttum in der jeweils neuesten Fassung verwiesen wird. Der Export von Leistungen nach dem SGB II ist europarechtlich ausgeschlossen gemäß Artt. 3 Abs. 3, 70 in Verbindung mit Anhang X lit. b) Verordnung Nr. 883/2004.

### Weitere Sachverhalte
Obgleich das koordinierende Recht der Sozialversicherung im Mittelpunkt des Europäischen Sozialrechts steht, gibt es auf diesem Gebiet zunehmend Fragestellungen, die sich aus wirtschaftsverfassungsrechtlichen Zusammenhängen heraus ergeben, weil mit der Sozialversicherungspflicht oder mit der grenzüberschreitenden Leistungserbringung wettbewerbsrechtliche Aspekte angesprochen werden. Solche Fragen sind von großer Bedeutung für den gemeinsamen Binnenmarkt. Aber auch darüber hinaus fallen Einzelfälle in das Europäische Sozialrecht, deren Schwerpunkt in angrenzenden Rechtsgebieten liegt, beispielsweise im Familienrecht.

#### Deutschland
Auf dem Höhepunkt des Neoliberalismus um das Jahr 2000 herum wurde die Pflichtmitgliedschaft in der deutschen gesetzlichen Unfallversicherung unter Bezugnahme auf das Europarecht in Frage gestellt. Eine gegen die Beitragsbescheide der zuständigen gewerblichen Berufsgenossenschaften gerichtete Kampagne, die sich auf eine Hochschulschrift von Richard Giesen aus dem Jahr 1995 stützten, führte zu einer Klagewelle einer kleinen Gruppe von Unternehmern. Sie wurde vom Bundessozialgericht zurückgewiesen. Das BSG hatte die in Rede stehenden Rechtsfragen nicht dem Europäischen Gerichtshof zur Vorabentscheidung vorgelegt, weil es der Auffassung war, dies sei nicht nötig. Im Jahr 2009 bestätigte schließlich der Europäische Gerichtshof aufgrund eines Vorabentscheidungsersuchens des Sächsischen Landessozialgerichts seine bisherige Rechtsprechung in der Rechtssache Kattner Stahlbau.
Die Leistungserbringung im Ausland ist besonders in der Gesetzlichen Krankenversicherung lange streitig gewesen. Für die Kostenerstattung von Leistungen im EU-Ausland besteht § 13 Abs. 4 SGB V, der die insoweit ergangene Rechtsprechung des Europäischen Gerichtshofs in innerstaatliches Recht umsetzt.
Nicht zuletzt weist auch das Recht der Kinder- und Jugendhilfe internationale und transnationale Bezüge auf.

### Zuständigkeit und Verfahren
Die Verbindungsstellen Ausland der Sozialversicherungsträger sind für die Bearbeitung von Sachverhalten mit europarechtlichem Bezug zuständig.

## Kritik
Aus einer europafreundlichen Sicht heraus wird zunehmend moniert, die Sozialpolitik der Union gehe nicht weit genug. Insbesondere wird immer wieder die Einführung einer europäischen Arbeitslosenversicherung gefordert. Der Vorschlag bezieht sich auf eine Initiative des EU-Sozialkommissars László Andor aus dem Jahr 2014. Er wurde im Januar 2019 auch vom Präsidenten der EU-Kommission Jean-Claude Juncker befürwortet. Im März 2019 schlug der französische Staatspräsident Emmanuel Macron auf europäischer Ebene die Einführung „eine[r] soziale[n] Grundsicherung …, die … gleiche Bezahlung am gleichen Arbeitsplatz und einen an jedes Land angepassten und jedes Jahr gemeinsam neu verhandelten europaweiten Mindestlohn“ vor.
Andererseits wird aus einer konservativen Haltung beklagt, dass die europäische Integration zu einer „Aufweichung nationaler Souveränität“ führe, so auch auf dem Gebiet der Sozialgesetzgebung. Diese sei insbesondere durch die Rechtsprechung des Europäischen Gerichtshofs „massiv vorangetrieben“ worden. Europa „regiert in die sozialstaatliche Politik der EU-Mitglieder hinein, hat aber bislang darauf verzichtet, eigene Sozialstaatlichkeit zu entfalten“.

## Europäisches Sozialrecht als Wissenschaft
Vorreiter für die Forschung zum internationalen und zum europäischen Sozialrecht in Deutschland war das Max-Planck-Institut in München. Die dortige Projektgruppe von Hans F. Zacher wurde 1976 gegründet und 1980 in das Max-Planck-Institut für ausländisches und internationales Sozialrecht überführt. Seit 2011 trägt es den Namen Max-Planck-Institut für Sozialrecht und Sozialpolitik. Die offizielle Eröffnung des Instituts fand am 3. Juni 1982 statt.
Die Grundzüge des internationalen und des europäischen Sozialrechts sind Teil der juristischen Ausbildung im Wahlfach Sozialrecht an deutschen Universitäten.
Aus rechtsvergleichender Sicht werden die kontinental-europäischen, die angelsächsischen, die skandinavischen und die Entwicklungsländer mit jeweils eigenen Rechtsfamilien unterschieden.

### Lehrbücher und Handbücher
- Eberhard Eichenhofer: Sozialrecht der Europäischen Union. 7. neu bearbeitete Auflage. Erich Schmidt Verlag, Berlin 2018, ISBN 978-3-503-18152-0.
- Eberhard Eichenhofer: Sozialrecht. 10., neubearbeitete Auflage. Mohr Siebeck, Tübingen 2017, ISBN 978-3-16-155319-6, Rn. 74ff., 86–103.
- Görg Haverkate, Stefan Huster: Europäisches Sozialrecht. Eine Einführung. Nomos, Baden-Baden 1999, ISBN 3-7890-5907-2.
- Monika Schlachter, Hans Michael Heinig (Hrsg.): Europäisches Arbeits- und Sozialrecht (= Enzyklopädie Europarecht. Band 7). Nomos, Baden-Baden 2021, ISBN 978-3-7489-0861-6, doi:10.5771/9783748908616.
- Walter Schrammel, Michaela Windisch-Graetz: Europäisches Arbeits- und Sozialrecht. 2. Auflage. facultas (UTB), Wien 2018, ISBN 978-3-8252-4940-3.
- Raimund Waltermann: Sozialrecht. 13., neu bearbeitete Auflage. C.F. Müller, Heidelberg 2018, ISBN 978-3-8114-9586-9, Rn. 87–102.

### Kommentare
- Maximilian Fuchs (Hrsg.): Europäisches Sozialrecht. 7. Auflage. Nomos, Manz, Helbing Lichtenhahn, Baden-Baden/Wien/Basel 2018, ISBN 978-3-8487-4305-6.

Im Übrigen die Kommentierungen zu den einschlägigen Vorschriften des EUV/AEUV.

### Beiträge zur Neuregelung 2010
- Eberhard Eichenhofer: Neue Koordination sozialer Sicherheit (VO (EG) Nrn. 883/2004, 987/2009). In: SGb 2010, 185–192.
- Udo Geiger: Was ändert sich für Arbeitslose aufgrund der Neuregelungen zur EU-Koordinierung? In: info also 2010, 147–151.
- Bernd Schulte: Die neue europäische Sozialrechtskoordinierung – Die Verordnungen (EG) Nr. 883/04 und Nr. 987/09. In: ZESAR 2010, 143–154, 202–216.